# Frankie Hejduk
Frankie Hejduk, né le 5 août 1974 à La Mesa en Californie, était un footballeur international américain qui évoluait au poste de milieu de terrain.

## Carrière

### En club
| Année     | Club               | Pays | Matches | Buts |
| --------- | ------------------ | ---- | ------- | ---- |
| 1996-1998 | Tampa Bay Mutiny   |      | 57      | 5    |
| 1998-2002 | Bayer Leverkusen   |      | 19      | 1    |
| 2002-2003 | FC Saint-Gall      |      | 7       | 0    |
| 2003-2010 | Columbus Crew      |      | 147     | 5    |
| 2010-2011 | Los Angeles Galaxy |      | 9       | 0    |

Il débuté dans la ligue professionnelle américaine en 1996 avec la franchise de  Tampa Bay Mutiny avec laquelle il joua pendant trois saisons.

### En équipe nationale
En 1994, il fut membre de l'équipe des États-Unis des moins de 23 ans.
Il a eu sa première cape le 31 août 1996 à l'occasion d’un match contre l'équipe du Salvador.
Il a disputé les coupes du monde 1998 et 2002.
Hejduk participe à la coupe du monde 2006 avec l'équipe des États-Unis.

## Palmarès
- 85 sélections (7 buts) avec l'équipe des États-Unis
- Vice-champion d'Allemagne en 1999 et 2000